# Ценсон ди Пјаве
Ценсон ди Пјаве (итал. Zenson di Piave) је насеље у Италији у округу Тревизо, региону Венето.
Према процени из 2011. у насељу је живело 1086 становника. Насеље се налази на надморској висини од 7 м.

## Становништво
Према резултатима пописа становништва 2011. у општини је живело 1.783 становника.
| 1931. | 1936. | 1951. | 1961. | 1971. | 1981. | 1991. | 2001. | 2011. |
| ----- | ----- | ----- | ----- | ----- | ----- | ----- | ----- | ----- |
| 2.430 | 2.453 | 2.427 | 1.884 | 1.626 | 1.572 | 1.568 | 1.694 | 1.783 |